# Strukturbericht
Strukturbericht signifie « rapport sur les structures » en allemand. Il s'agissait d'une publication allemande, initialement un supplément au Zeitschrift für Kristallographie (journal de cristallographie). Les volumes 1 à 8 (1919–1939) de Strukturbericht furent publiés exclusivement en allemand, par Akademische Verlagsgesellschaft MBH, à Leipzig. À partir du volume 9, ils furent également publiés en anglais sous le titre Structure Report.
Pour décrire les structures cristallines, la publication introduisit une notation propre, qui porte d'ailleurs son nom. Cette notation est surtout utile dans le cas de composés polyatomiques lorsqu'il y a un ordre chimique (intermétalliques, sels ioniques, oxydes, céramiques…).
En effet, les autres notations (symboles de Hermann-Mauguin, symboles de Schoenflies) ne considèrent que le groupe d'espace mais ne décrivent pas l'arrangement chimique.

## NotationStrukturbericht

### Règle générale
Cette notation commence par une lettre qui correspond globalement aux proportions d'atomes :
- A : un seul type d'atomes, à l'exception de la structure A15 qui a pour modèle Cr3Si ;
- B : deux types d'atomes en proportions égales ;
- C : deux types d'atomes en proportion 2/1 ;
- D : composés du type AmBn
  - D0 ; deux types d'atomes en proportion 3/1 ;
- E–K : types plus complexes ;
- L : alliages
- O : structures spécifiques aux cristaux organiques ;
- S : silicates.

À cette lettre s'ajoute un nombre (par exemple A1), une lettre en indice (p.-ex. Ah), ou encore un nombre suivi d'un autre nombre ou d'un lettre en indice (par exemple L12, D02, C1b)… qui correspond à un numéro d'ordre.

### Liste des structures
| Notation Strukturbericht | Structure                | Groupe d'espace | Notation Schoenflies | Exemple                  |
| ------------------------ | ------------------------ | --------------- | -------------------- | ------------------------ |
| A                        |                          |                 |                      |                          |
| Aa                       | tétragonale centrée      | I4/mmm (n°139)  |                      | α-Pd                     |
| Ab                       | tétragonale simple       | P42/mnm (n°136) |                      | β-U                      |
| Ac                       | orthorhombique           | Pnma (n°62)     |                      | α-Np                     |
| Ad                       | tétragonale simple       | P4/nmm (n°129)  |                      | β-Np                     |
| Af                       | hexagonale simple        | P6/mmm (n°191)  |                      | γHgSn6-10, Si désordonné |
| Ah                       | cubique simple           | Pm3m (n°221)    | O1 h                 |                          |
| A1                       | cubique à faces centrées | Fm3m (n°225)    | O5 h                 | cuivre, γ-Fe, nickel     |
| A2                       | cubique centré           | Im3m (n°229)    | O9 h                 | W, V, α-Fe               |
| A3                       | hexagonal compact        | P63/mmc (n°194) | D4 6h                | Mg, Co                   |
| A4                       | structure diamant        | Fd3m (n°227)    | O7 h                 | diamant (C), Si          |
| A9                       | graphite                 | P63mmc (n°194)  | D4 6h                | graphite                 |
| A14                      | I2                       | Cmca (n°64)     | D18 2h               | Cl2                      |
| A17                      |                          | Cmca (n°64)     | D18 2h               | phosphore noir           |
| B                        |                          |                 |                      |                          |
| B1                       | NaCl                     | Fm3m (n°225)    | O5 h                 | FeO, PbS                 |
| B2                       | CsCl                     | Pm3m (n°221)    | O1 h                 | FeAl, NiAl               |
| B3                       | sphalérite (ZnS)         | F43m (n°216)    | T2 d                 |                          |
| B4                       | wurtzite (ZnS)           | P63mc (n°186)   | C4 6v                |                          |
| C                        |                          |                 |                      |                          |
| C1                       | fluorine (CaF2)          | Fm3m (n°225)    | O5 h                 |                          |
| C2                       | pyrite (FeS2)            | Pa3 (n°205)     | T6 h                 |                          |
| C3                       | Cu2O                     | Pn3m (n°224)    | O4 h                 |                          |
| C4                       | rutile (TiO2)            | P42/mnm (n°136) | D14 4h               |                          |
| C5                       | anatase (TiO2)           | I41/amd (n°141) | D19 4h               |                          |
| C6                       | CoCl2                    | P3'm1 (n°164)   | D3 3d                |                          |
| C19                      | CdCl2                    | R3m (n°166)     | D5 3d                |                          |
| D                        |                          |                 |                      |                          |
| D13                      |                          |                 |                      | ThCr2Si2                 |
| D51                      | corindon (Al2O3)         | R3c (n°167)     | D6 3d                | hématite                 |
| E                        |                          |                 |                      |                          |
| E11                      | chalcopyrite (CuFeS2)    | I42d (n°122)    | D12 2d               |                          |
| E21                      | pérovskite (CaTiO3)      | Pbnm (n°57)     | O1 h                 |                          |
| H                        |                          |                 |                      |                          |
| H11                      | spinelle (MgAl2O4)       | Fd3m (n°227)    | O7 h                 |                          |

## Exemples

### Réseaux rhomboédriques
Le corindon a une structure rhomboédrique (α-Al2O3), de groupe d'espace R3c. Un motif est composé de deux pyramides Al2O3 inversées qui se répètent aux nœuds du rhomboèdre.
Les atomes/ions d'oxygène forment un réseau hexagonal compact, avec donc une alternance de plans A-B ; les atomes/ions métalliques occupent les deux-tiers des sites interstitiels octaédriques, avec trois types de plans a, b et c en alternance. On a donc une alternance A-a-b-B-c-a-A-b-c-B-a-b-A-c-a-B-b-c-A-a…
Cette structure est notée D51. C'est aussi la structure de l'hématite (α-Fe2O3).

Structure D51.
Autre description de la structure D51.

### Réseaux hexagonaux
La structure hexagonale compacte à un type d'atome est notée A3 ; son groupe d'espace est P63/mmc (n°194). C'est la structure notamment du magnésium (Mg), du cobalt (Co), de l'yttrium (Y), du zirconium (Zr)…
La structure du graphite est notée A9 ; son groupe d'espace est P63/mmc (n°194).
La wurtzite (ZnS) a une structure hexagonale B4 ; son groupe d'espace est P63mc (n°186). Les atomes de zinc forment un réseau hexagonal compact, et les atomes de soufre occupent tous les sites lacunaires tétraédriques. C'est aussi la structure du nitrure d'aluminium AlN.

Structure A3.

### Réseaux tétragonaux
La structure du rutile TiO2 est notée C4. Les cations de titane sont aux angles et au centre. Quatre des anions d'oxygène forment un rectangle, ils sont situés sur les diagonales des grands côtés (a×a) parallèles entre elles ; les deux autres anions sont situés sur l'axe perpendiculaire à ce rectangle et passant par le centre de la structure.

### Réseaux cubiques

#### Réseaux cubiques simples
Les réseaux cubiques simples correspondent au groupe d'espace n°221, ayant les symboles de Hermann-Mauguin Pm3m (ou Pm3m).
Un cristal monoatomique, comme le polonium alpha (α-Po), est noté Ah.
Dans le cas d'un cristal diatomique AB avec une alternance A-B-A-B-… le long de la grande diagonale du cube, la notation Strukturbericht est B2. Le cristal paraît cubique centré, mais est en fait cubique simple, chaque nœud portant une paire A-B. C'est le cas du chlorure de césium (CsCl), de l'aluminure de fer bêta-2 (β2-FeAl) et de l'aluminure de nickel bêta (β-NiAl).
La pérovskite CaTiO3 est un composé ternaire cubique simple dont la notation Strukturbericht et E21. C'est aussi la structure du Fe3AlC et du nitrure de fer epsilon (ε-Fe4N).

Structure Ah.
Structure B2.

#### Réseaux cubiques centrés
Les réseaux cubiques centrés correspondent au groupe d'espace n°229, ayant les symboles de Hermann-Mauguin Im3m (ou Im3m).
Un cristal monoatomique, comme le fer alpha (α-Fe), est noté A2.
C'est le cas de Li (à température ambiante), Na, K, V, Cr, Rb, Nb, Mo, Cs, Ba, Eu, Ta.

Structure A2.

#### Réseaux cubiques à faces centrées
Les réseaux cubiques à faces centrées correspondent au groupe d'espace n°225, ayant les symboles de Hermann-Mauguin Fm3m (ou Fm3m).
Un cristal monoatomique, comme le γ-Fe (austénite) ou le cuivre, est noté A1.
Dans le cas d'un cristal diatomique AB avec une alternance A-B-A-B-… le long de l'arête du cube, la notation Strukturbericht est B1. C'est le cas de la halite (NaCl), de la galène (PbS) et de la wustite (FeO).
La structure spinelle (MgAl2O4, ou Mg2+Al3+2O2−4) est une structure cubique à faces centrées à trois atomes. Son groupe d'espace est Fd3m et sa notation Strukturbericht H11. C'est aussi la structure de la magnétite (Fe2+Fe3+2O2−4), de la hercynite (FeAl2O4) et de l'oxynitrure d'aluminium gamma (γ-AlON).

Structure A1.
Structure B1.